# Premier ministre d'Indonésie
Le Premier ministre d'Indonésie (Perdana Menteri Republik Indonesia) était une position gouvernementale utilisée entre 1945 et 1959. En 1959, le poste n'existe plus et la qualité de chef du gouvernement est transféré au président.

## Liste des Premiers ministres d'Indonésie
|    |  | Nom                   | Dates                                                                                                | Parti                       |
| 1  |  | Sutan Sjahrir         | 14 novembre 1945 - 20 juin 1947                                                                      | Parti socialiste indonésien |
| 2  |  | Amir Sjarifuddin      | 3 juillet 1947 - 29 janvier 1948                                                                     | Parti socialiste indonésien |
| 3  |  | Mohammad Hatta        | 29 janvier 1948 - 16 janvier 1950 (prisonnier des Hollandais du 19 décembre 1948 au 13 juillet 1949) | pas de parti                |
| 4  |  | Abdul Halim           | 16 janvier 1950 - 5 septembre 1950                                                                   | pas de parti                |
| 5  |  | Mohammad Natsir       | 5 septembre 1950 - 26 avril 1951                                                                     | Masyumi                     |
| 6  |  | Sukiman Wirjosandjojo | 26 avril 1951 - 1er avril 1952                                                                       | Masyumi                     |
| 7  |  | Wilopo                | 1er avril 1952 - 30 juillet 1953                                                                     | Parti national indonésien   |
| 8  |  | Ali Sastroamidjojo    | 30 juillet 1953 - 11 août 1955 (premier mandat)                                                      | Parti national indonésien   |
| 9  |  | Burhanuddin Harahap   | 11 août 1955 - 20 mars 1956                                                                          | Masyumi                     |
| 10 |  | Ali Sastroamidjojo    | 20 mars 1956 - 9 avril 1957 (second mandat)                                                          | Parti national indonésien   |
| 11 |  | Djuanda Kartawidjaja  | 9 avril 1957 - 9 juillet 1959                                                                        | pas de parti                |